# 七星郡
七星郡為台灣日治時期的行政區劃，隸屬台北州。其轄區緊附台北市外圍，郡役所亦位於台北市，所址現為立法院青島第二會館。七星郡轄下有汐止街、士林街、北投街、內湖庄、松山及平溪庄，其中平溪庄於1932年改隸基隆郡，松山庄於1938年併入台北市。

## 郡名由來
郡名取自轄內之最高峰七星山（1120米），原先有意取臺北近郊之圓山命名為「圓山郡」，但圓山在1920年行政區改制已併入臺北市，故改用七星。

## 郡守
| 任次 | 姓名         | 肖像 | 出身 | 就任時間     | 卸任時間 | 備註 |
| ---- | ------------ | ---- | ---- | ------------ | -------- | ---- |
| 1    | 舘與吉       |      | 石川 | 1920年9月1日 | 1924年   |      |
| 2    | 石川定俊     |      | 秋田 | 1924年       | 1926年   |      |
| 3    | 河野博通     |      | 東京 | 1926年       | 1927年   |      |
| 4    | 佐治孝德     |      | 高知 | 1927年       | 1929年   |      |
| 5    | 佐佐木金太郎 |      | 靜岡 | 1929年       | 1931年   |      |
| 6    | 曾根原弘     |      | 長野 | 1931年       | 1932年   |      |
| 7    | 佐藤勝也     |      | 長崎 | 1932年       | 1936年   |      |
| 8    | 河合豪介     |      | 岐阜 | 1936年       | 1938年   |      |
| 9    | 鳥海剛       |      | 宮崎 | 1938年       | 1941年   |      |
| 10   | 久保庄太夫   |      | 福井 | 1941年       | 1944年   |      |
| 11   | 赤堀正雄     |      | 靜岡 | 1944年       | 1945年   |      |

## 戶口統計
| 街庄名 | 面積 (km²) | 人口 (人) | 人口 (人)      | 人口 (人) | 人口 (人) | 人口 (人) | 人口 (人) | 人口密度 (人/km²) |
| 街庄名 | 面積 (km²) | 本籍      | 本籍           | 本籍      | 外國籍    | 外國籍    | 計        | 人口密度 (人/km²) |
| 街庄名 | 面積 (km²) | 臺灣      | 內地(日本本土) | 朝鮮      | 中華民國  | 其他外國  | 計        | 人口密度 (人/km²) |
| ------ | ---------- | --------- | -------------- | --------- | --------- | --------- | --------- | ----------------- |
| 汐止街 | 71.2873    | 20,986    | 346            | 0         | 271       | 0         | 21,603    | 303               |
| 士林街 | 64.3359    | 28,337    | 647            | 2         | 101       | 0         | 29,087    | 452               |
| 北投街 | 54.6747    | 19,052    | 1,614          | 1         | 57        | 0         | 20,734    | 379               |
| 內湖庄 | 53.8572    | 22,102    | 271            | 0         | 90        | 0         | 22,463    | 417               |
| 七星郡 | 244.1551   | 90,487    | 2,878          | 3         | 519       | 0         | 93,887    | 385               |

## 七星郡役所

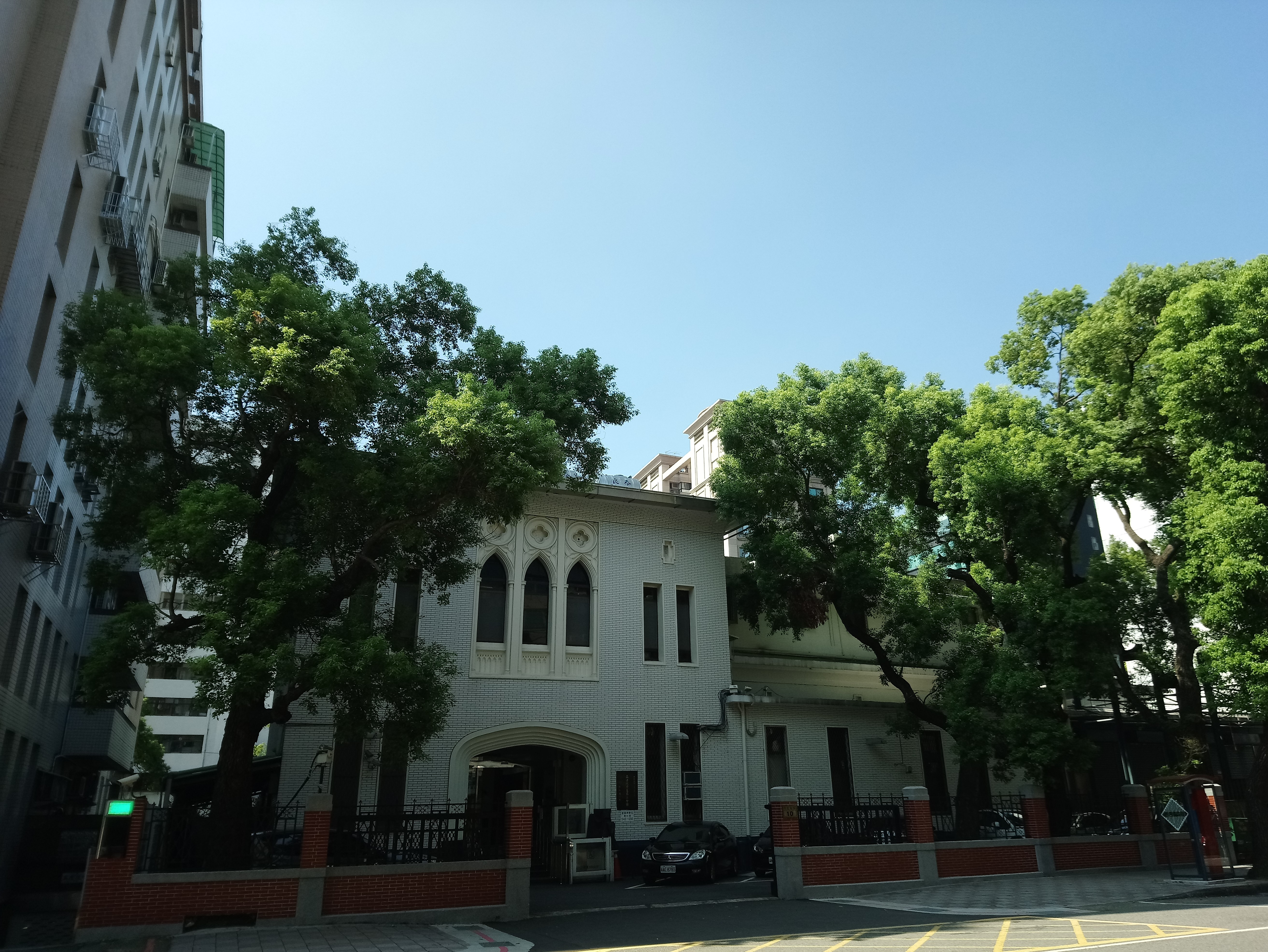
七星郡役所，今立法院青島第二會館。

1927年8月6日，七星郡役所落成。由於轄下士林、松山與汐止皆規模相當，基於公平與便利性將郡役所設於台北市內，而非七星郡內，所址現為立法院青島第二會館。

## 經濟發展
礦業方面，煤炭主要分佈於汐止和內湖庄，而北投則出產硫磺。
農業方面，主要產米，茶為第二大生產作物。除了士林、北投兩街外，其餘地區都屬於茶葉的良好產地。其中以內湖庄南港大坑的包種茶最為出名。最初為台灣包種茶的唯一產地。再來是甘薯、蔬菜、甘蔗、豆類和水果等。
工業方面主要有士林的臺灣製紙會社，以及北投的北投窯業會社等。

## 後續發展
戰後，1945年3月重慶國民政府通過之《台灣接管計劃綱要地方政制》中，將七星郡與文山郡合併為七星縣，為該地方政制的30個縣之一。1945年10月，台灣省行政長官公署認為《台灣接管計劃綱要地方政制》不符實際，因此並未實施。僅將州廳－郡－街、庄各級行政區改稱縣－區－鎮、鄉，七星郡改稱台北縣七星區，1947年撤銷，汐止、士林、北投、內湖改隸屬台北縣淡水區，1950年士林、北投併入陽明山管理局，1967年陽明山管理局、內湖、南港（1946年自內湖分出）改隸屬於台北市，汐止後來隸屬於台北縣（今新北市）。

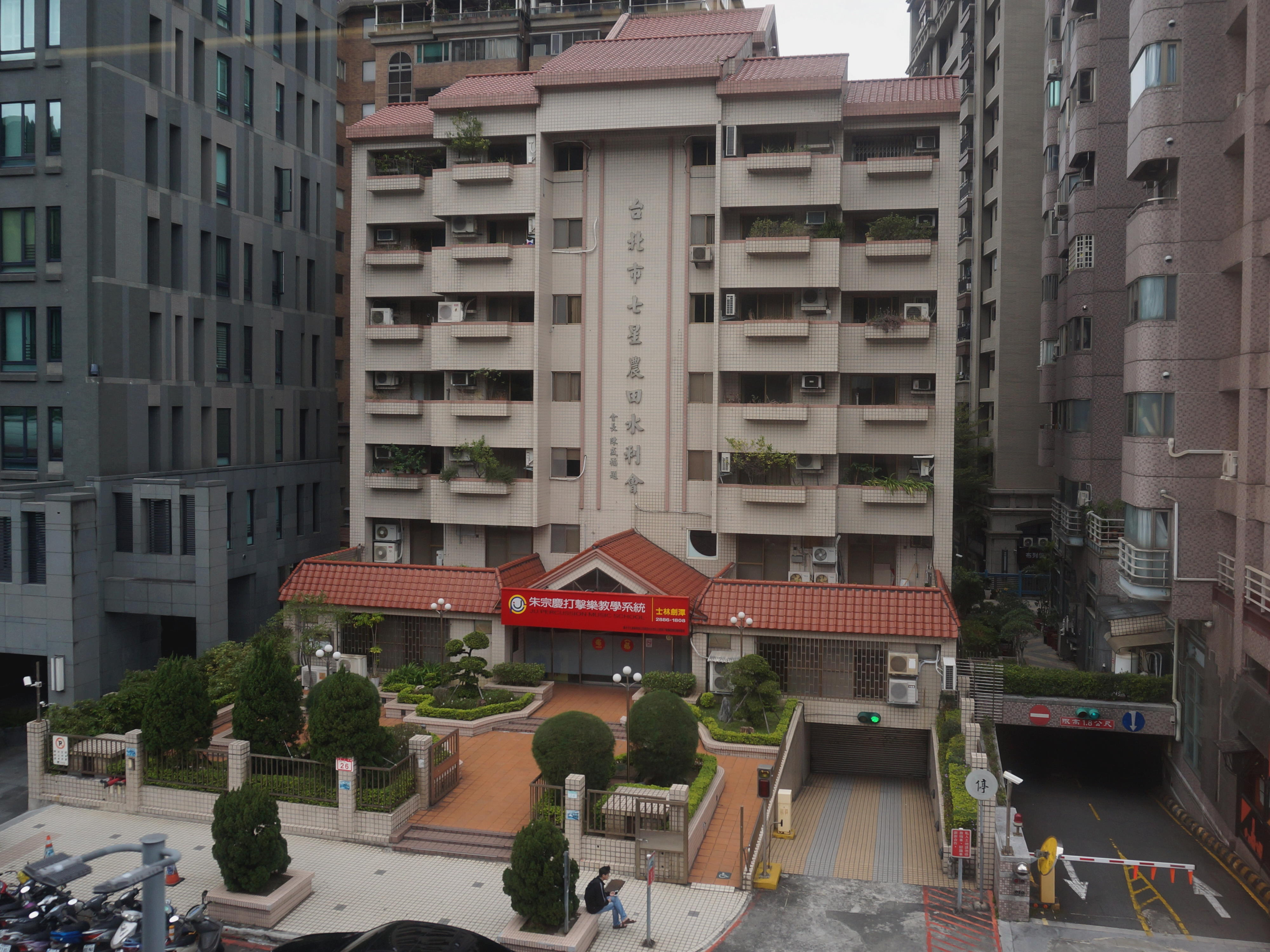
台北市七星農田水利會大樓

今日七星已不再作為行政區之名，但士林仍有台北市七星農田水利會等組織。2008年12月22日，臺北縣政府於汐止市成立臺北縣政府七星區聯合服務中心（2010年改為新北市政府七星區聯合服務中心），主要服務汐止、平溪、瑞芳、貢寮及雙溪民眾，不過事實上後四者在日治末期皆隸屬基隆郡。

### 腳註
1. 1 2  《市郡の區域稱呼其所在地並街庄の稱呼等に就て》，水越幸一，臺灣時報大正九年十月號
2. ↑  臺灣總督官房企畫部編. . 臺北: 臺灣總督官房企畫部. 1943.

### 文獻
- 施雅軒，《台灣的行政區變遷》，2003年，台北，遠足文化。
- 台灣接管綱要專題研究報告（页面存档备份，存于）
- 內政部